# Powiat Kume (Okayama)
Powiat Kume (jap. 久米郡 Kume-gun) – powiat w Japonii, w prefekturze Okayama. W 2024 roku liczył 16 454 mieszkańców.

## Miejscowości
- Kumenan
- Misaki